# حق (وعاء)

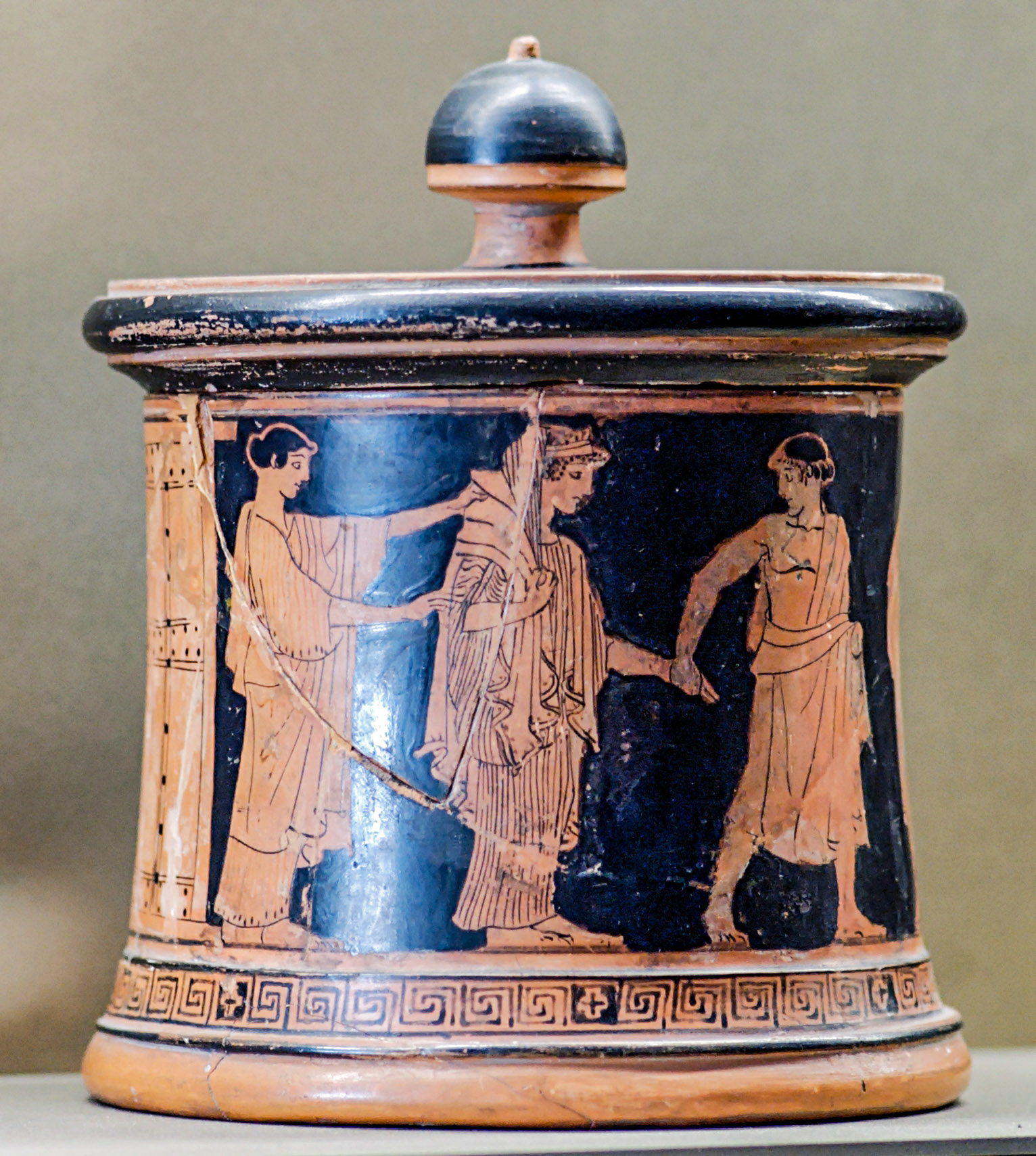
حفل زفاف ثيتس وبيليوس. حُقُّ الشكل الأحمر العلبة، ق. 470–460 ق.م.

البيكسي أو الحُقُّ في اللغة العربية (حُقّ، جمع: أحقاق) هو وعاء يرجع أصله للعالم الكلاسيكي، وعادة ما يكون علبة أسطوانيًة بغطاء منفصل. كان يستخدم لحفظ مستحضرات التجميل أو الحلي أو المجوهرات، ولكنه كان يستخدم أيضًا لتفويح البخور ويحفظ فيها الأطباء الأدوية. الأحقاق التي بقيت إلى زمننا هذا أغلبها من الفخار اليوناني، ولكن كانت أيضًا مصنوعة من العديد من المواد الأخرى مثل الخشب أو البرونز أو العاج أو الرخام أو الفضة أو الحجر. اسم البيكسيدي (الحُق) مشتق من من شجرة بوكسوس ("خشب البقس") التي كانت تصنع منه الصناديق الكورنثية الخشبية. خلال الفترة الكلاسيكية، كانت كلمة "kylichnis" في اللهجة الأتيكية اليونانية تشير إلى نفس الشكل. يمكن تتبع أصل شكل هذا الوعاء الفخار إلى الفترة الهندسية الأولية في أثينا، ولكن الأحقاق الأثينية لها أشكال مختلفة.

## أنواعه
أتت الأحقاق على عدة ضروب من الأشكال، وكانت شائعة في عدة أزمنة ومناطق. من أوائل الأحقاق المكتشفة كانت من طراز البرتوجيوميترك وكان له جسم كروي، أما الحُق ذا القاع المدبب كان من الفترة الهندسية المبكرة. لم يدم الحُق المدبب لفترة أطول من القرن التاسع قبل الميلاد. خلال الفترة الهندسية اللاحقة ظهر نمط آخر ذو قاعدة مسطحة وعريضة جدًا. تصنف الدراسات المعاصرة الأحقاق على النحو التالي: النوع أ، النوع ب، النوع ج، النوع د، الليكانيس، نيكوسثينيي، أو حامل ثلاثي الأرجل.

### الطراز النيكوسثيني
قام نيكوستينس بتقديم هذا الطراز من الأحقاق في أواخر القرن السادس قبل الميلاد. ويتميز بجسد عميق على شكل كأس وحوافه على شكل طوق وقاعدته على شكل ساق وغطاؤه مقبب. تميل التصويرات الزخرفية الموجودة على الأحقاق بالطراز الإتروسكاني إلى تصوير المعارك والمسابقات الرياضية؛ بالنسبة للأحقاق الموجودة في الأماكن اليونانية وشرق البحر الأبيض المتوسط القريبة، تميل التصويرات إلى أن تكون عن الزواج أو الولادة أو المواكب الدينية. تشير الدلائل إلى أن هذا النوع كان شائعًا في جزيرة ساموس شرق بحر إيجه وفي إتروريا بين 560-500 قبل الميلاد.

## معرض صور

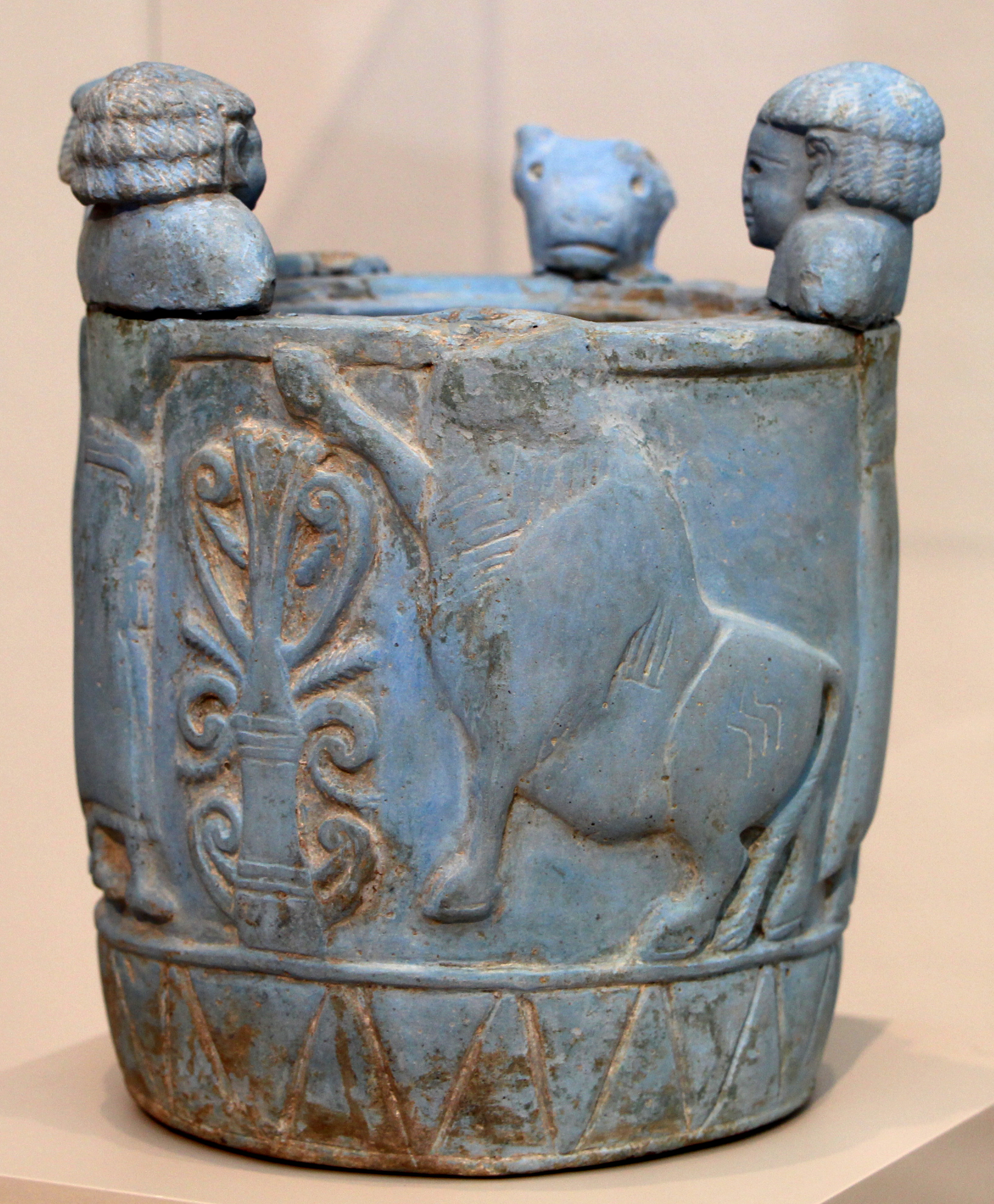
حُقّ مصنوع من "القيشاني المصري". تم استيراده إلى إيطاليا من شمال سوريا. تم إنتاجه في الفترة ما بين 750-700 قبل الميلاد،في المتحف القديم.
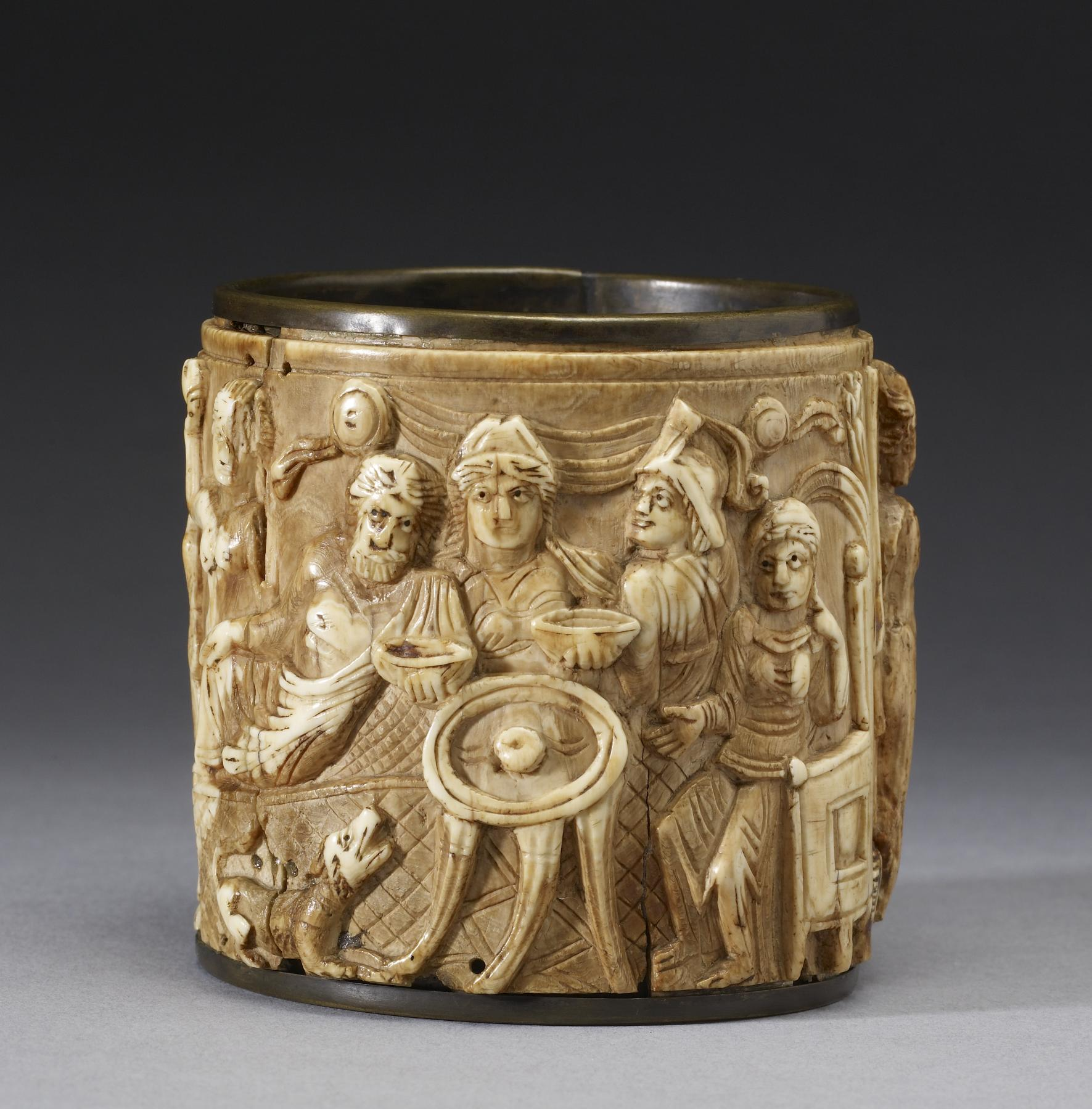
حُقّ إسطواني، القرن الخامس،متحف والترز للفنون
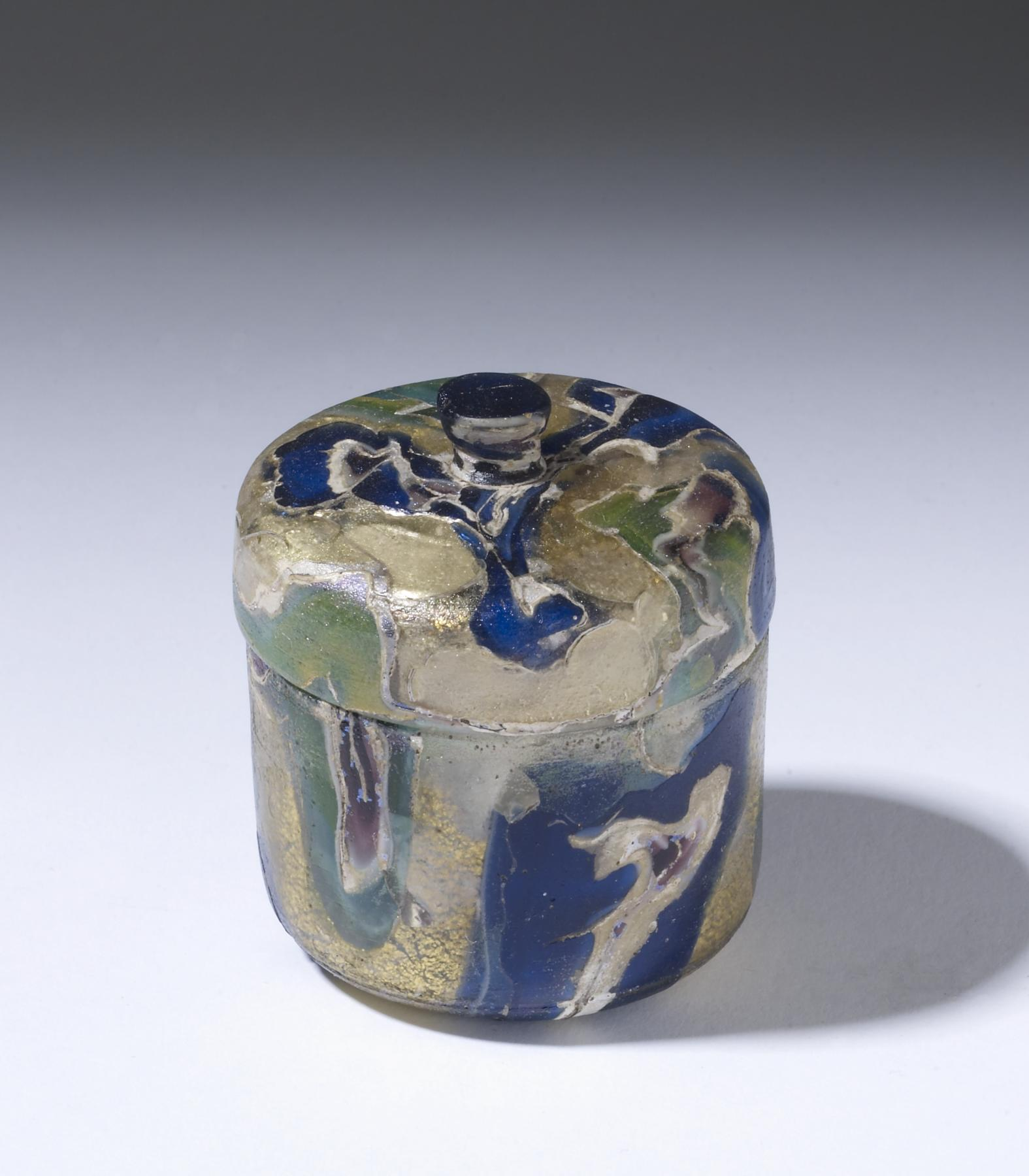
مثال على الأواني الزجاجية الفارهة، التي كانت تستخدم لحفظ مستحضرات التجميل أو المجوهرات وغيرها
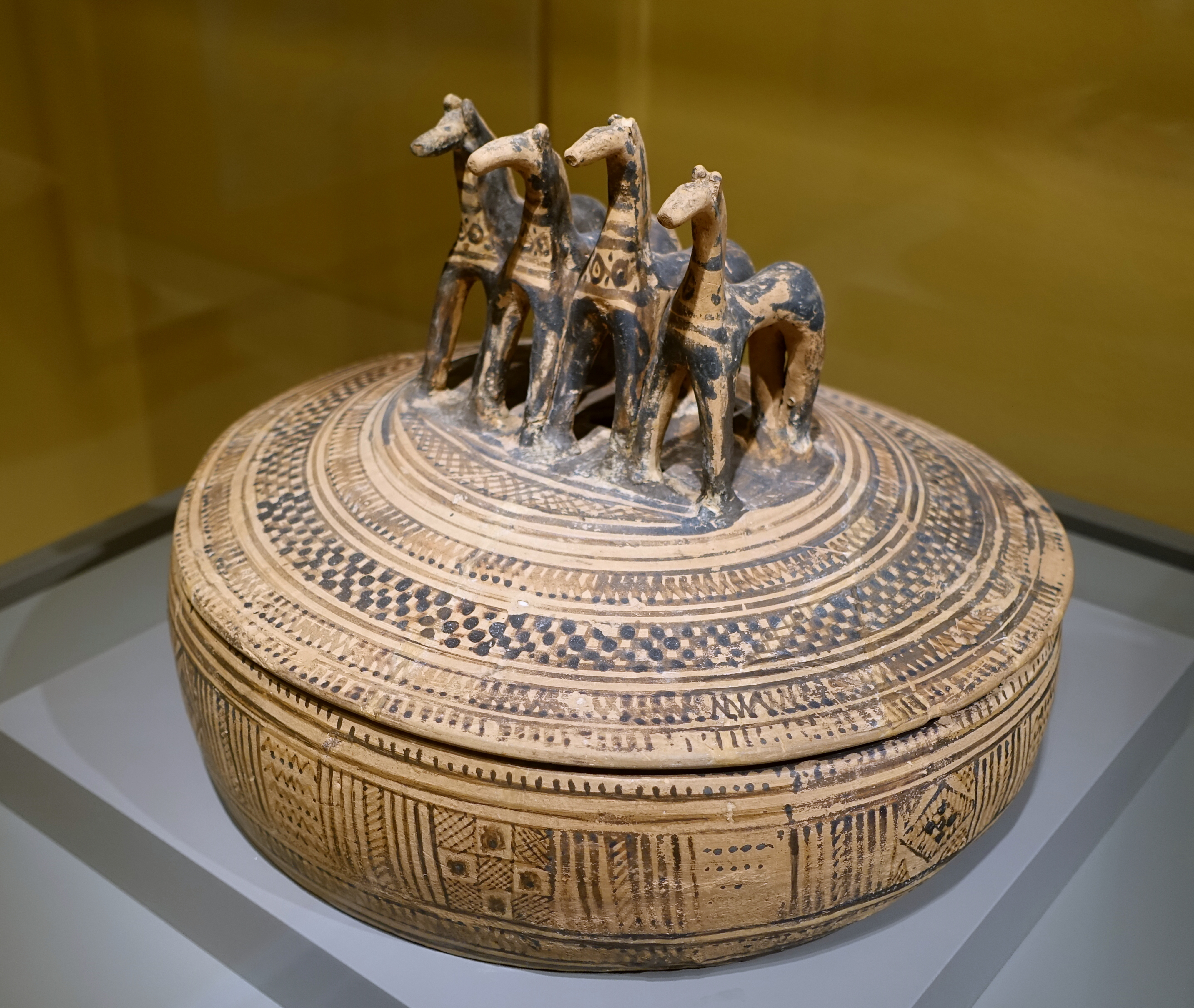
حُقّ عليه تماثيل أحصنة
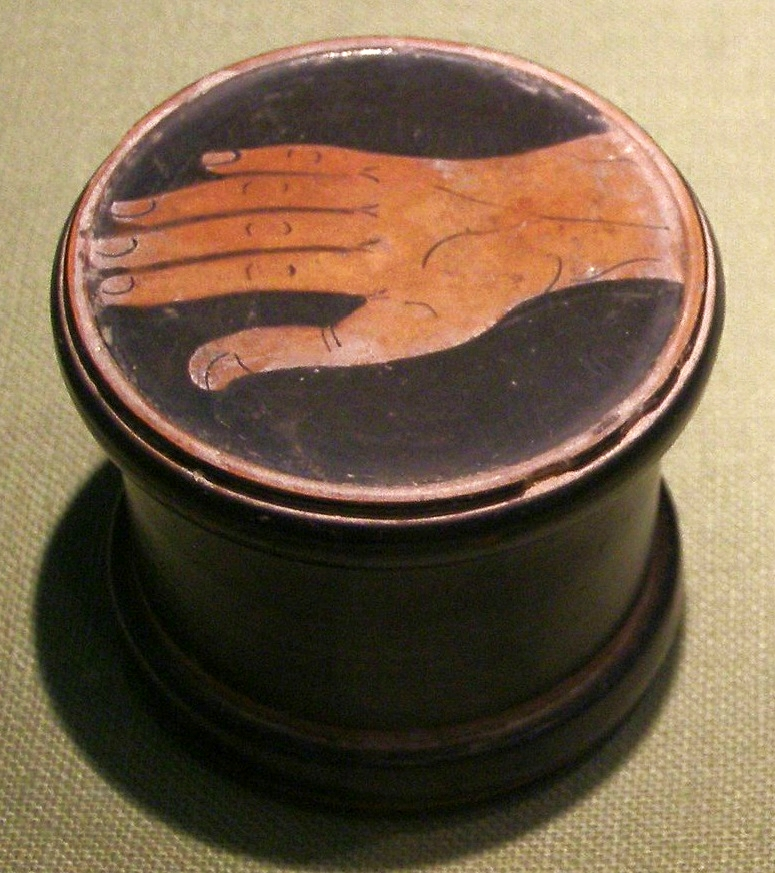
حُقّ أثيني من القرن الرابع مع تصوير اليد،المتحف الوطني، وارسو
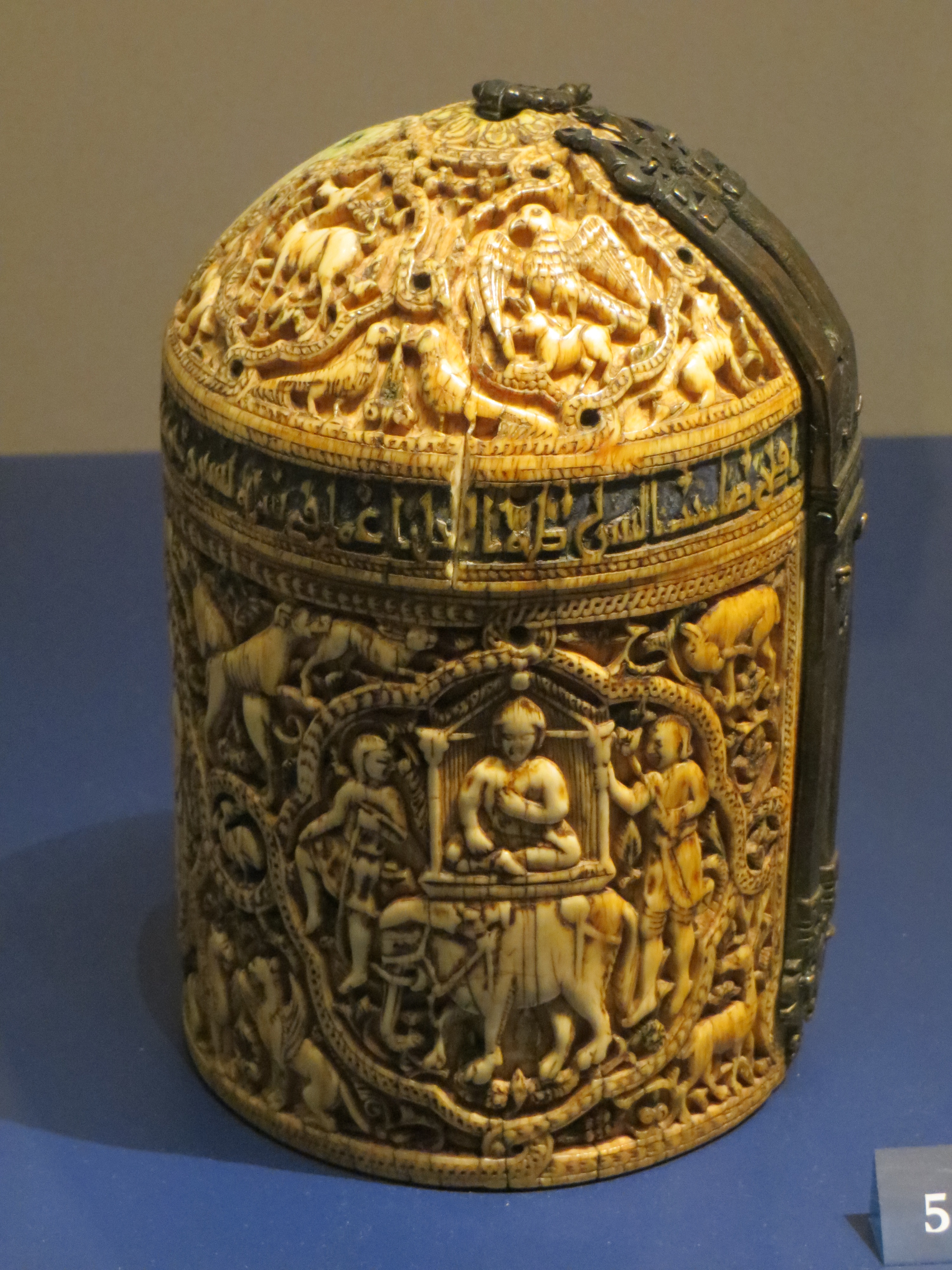
حُقّ عاجي من قرطبة، اسبانيا، القرن العاشر الميلادي، متحف فيكتوريا والبرت
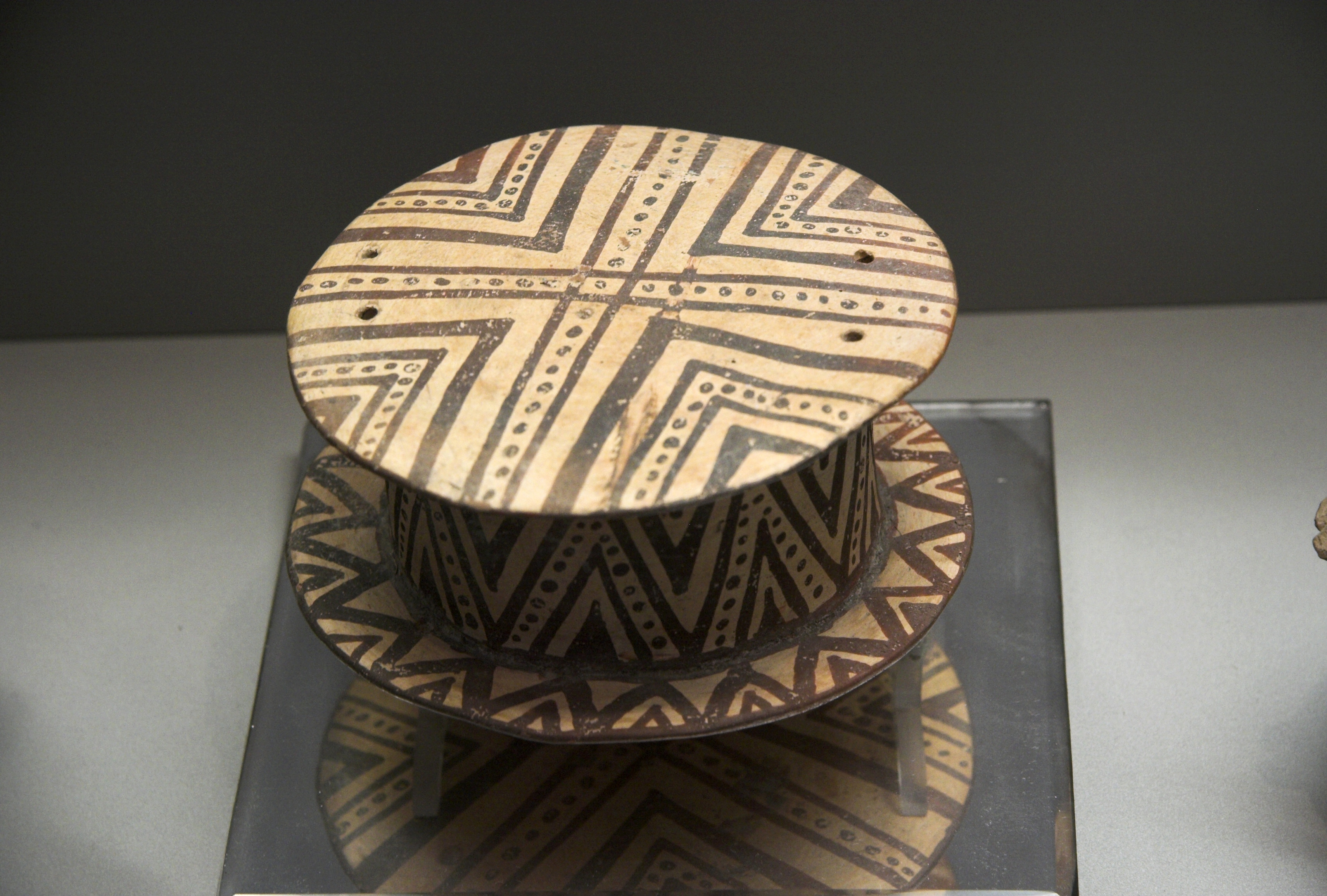
حُقّ على شكل بكرة (NAMA 5225)

## فهرس
- Roberts، Sally (1978). The Attic Pyxis. Ares Publishers.
- Folsom، Robert (1967). Handbook Of Greek Pottery. New York Graphic Society Ltd.
- Lyons، Claire (2009). "Nikosthenic pyxides between Etruria and Greece". في Oakley، John؛ Palagia، Olga (المحررون). Athenian Potters and Painters Volume II. Oxbow Books. ص. 166–180. ISBN:978-1-84217-350-3.